# Björn Barrefors
Björn Barrefors, född 21 oktober 1987, är en svensk friidrottare (tiokamp) tävlande för Hammarby IF. Han vann SM-guld i tiokamp år 2008.
Barrefors deltog vid EM i Helsingfors 2012 och kom där på en sextondeplats med 7 537 poäng.

## Personliga rekord
| Utomhus - 100 meter – 11,02 (Helsingfors, Finland 27 juni 2012) - 400 meter – 49,49 (Szczecin, Polen 27 juni 2009) - 1 500 meter – 4:44,05 (Szczecin, Polen 8 juli 2007) - 110 meter häck – 14,37 (Västerås 3 augusti 2008) - 110 meter häck – 14,46 (Tucson, Arizona, USA 3 april 2009) - 110 meter häck – 14,46 (Madison, Wisconsin, USA 12 maj 2012) - 400 meter häck – 54,87 (Norrtälje 10 augusti 2008) - Höjd – 2,04 (Jyväskylä, Finland 28 juni 2008) - Stav – 5.06 (Madison, Wisconsin, USA 12 maj 2012) - Längd – 7,57 (Madison, Wisconsin, USA 11 maj 2012) - Kula – 14,38 (Fayetteville, Arkansas, USA 30 mars 2013) - Kula – 13,89 (Brixen, Italien 2 juli 2011) - Diskus – 46,27 (Madison, Wisconsin, USA 12 maj 2012) - Spjut – 53,61 (Västerås 27 juli 2007) - Spjut – 52,87 (Peking, Kina 17 augusti 2006) - Spjut – 53,76 (Nyköping 5 augusti 2007) - Tiokamp – 7 897 (Madison, Wisconsin, USA 12 maj 2012) | Inomhus - 60 meter – 7,10 (Fayetteville, Arkansas, USA 12 mars 2010) - 60 meter – 7,10 (Lincoln, Nebraska, USA 25 februari 2011) - 60 meter – 7,10 (Nampa, Idaho, USA 9 mars 2012) - 1000 meter – 2:50,50 (College Station, Texas, USA 12 mars 2011) - 1000 meter – 2:50,57 (College Station, Texas, USA 14 mars 2009) - 60 meter häck – 8,04 (Nampa, Idaho, USA 10 mars 2012) - Höjd – 2,06 (Lincoln, Nebraska, USA 25 februari 2011) - Stav – 5,10 (Lincoln, Nebraska, USA 25 februari 2012) - Längd – 7,38 (College Station, Texas, USA 13 mars 2009) - Kula – 14,70 (Nampa, Idaho, USA 9 mars 2012) - Sjukamp – 5 894 (Nampa, Idaho, USA 10 mars 2012) |